# ثمار غريبة

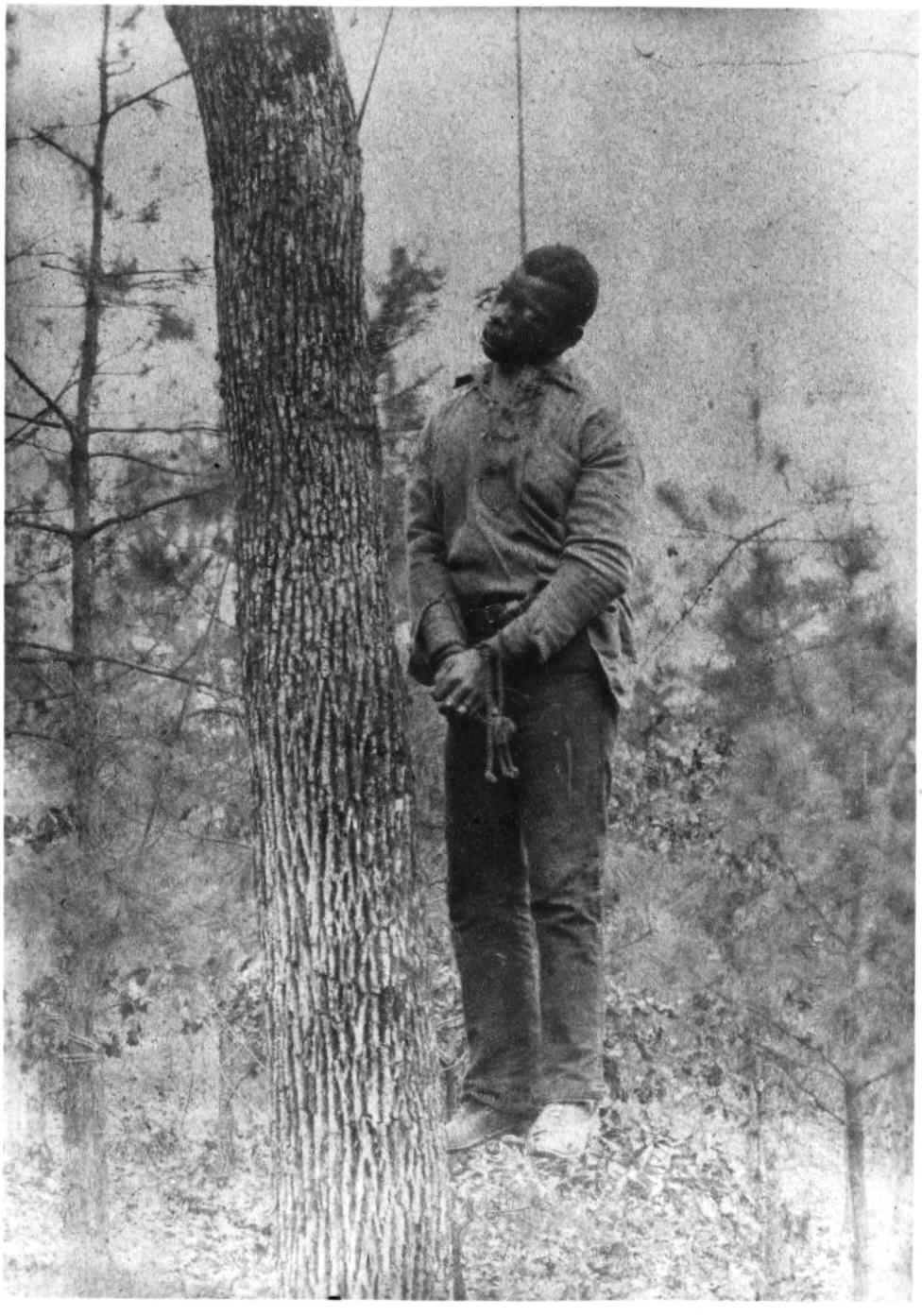

«ثمار غريبة» أغنية أمريكية اشتهرت عندما غنتها المغنية الأمريكية بيلي هوليداي عام 1939 ،
كتبها مدرس يدعى أبيل ميربول ونشرها كقصيدة عام 1937 متأثرًا بمشهد إعدام عمال سود وتعليق جثثهم على الأشجار، ثم بدأ بتأديتها هو وزوجته والمغنية لارا دانكن في ساحات التظاهر في نيويورك ، وخصوصًا حديقة ميدان ماديسون.

## التأثير
اشتهرت الأغنية كأحد رموز حركة الحقوق المدنية خلال هذه السنين، ونظرًا لرمزيتها فقد تم إستلهامها في عدة أعمال فنية وأدبية أخرى، ثم تم ضمها إلى قائمة جرامي الشرفية Grammy hall of fame عام 1978.
في أكتوبر 1939 وصفها صمويل جرافتون في نيو يورك بوست قائلًا أنها تكاد تكون النشيد الثوري للمقهورين في الجنوب، مشبهًا إياها بنشيد الثورة الفرنسية «لامارسييز La Marseillaise»

## كلمات الأغنية
على أشجار الجنوب فاكهة غريبة

دم يلون الأوراق ودم منسدل فوق الجذور
أجساد سوداء تتأرجح مع نسيم الجنوب
فاكهة غريبة تتدلى من أشجار الحور
مشهد الجنوب بمراعيه الشجية
وعيون منتفخة وأفواه ملوية
عبق الماجنوليا، الحلو الطازج
تلاحقه، إذ فجأة، رائحة اللحم المتفحم
ههنا فاكهة تركت للغربان .. لتحز قشرتها
تركت للمطر ليتراكم من فوقها
للريح لتنهبها
تركت للشمس إلى أن تتعفن
للأشجار إلى أن تتساقط
حصاد غريب ومرّ ههنا.